# Bofors
Бофо́рс, Буфорс (швед. Bofors) — шведський металургійний та збройовий концерн у XIX та XX сторіччях. 
Виробляв зброю, головним чином зенітні й протитанкові гармати, літаки, танки, снаряди, порох, верстати та різні хімікалії. Мав свої рудники, лісові й земельні угіддя.

## Історія
Розташована в районі Бофорс міста Карлскуга, Швеція, компанія Бофорс бере свій початок від водяній кузні «Boofors», яка був заснована як державне підприємство королівської сім'ї у 1646 році, коли П. Л. Хосману було дозволено звести на цьому місці кузню. Сігрід Екехельм, також відома як Boås-Beata,, яка жила з 1640-х до 1700 року, певний час володіла нею.
У 1762 році завод Бофорс придбав Йоган Еберхард Гейєр (1733-1796). Потім її придбав брат останнього, Емануель аф Гейєрстам.
Сучасна корпоративна структура була створена в 1873 році із заснуванням Aktiebolaget (AB) Bofors-Gullspång.
Провідний шведський виробник сталі на початку 1870-х років, коли сталь почали використовувати для виробництва зброї у Швеції, Bofors спочатку продавав литу та ковану сталь, вироблену за технологією Сіменса-Мартіна, збройовим заводам у Фінспонгу, але незабаром почав розширювати свою діяльність у сфері виробництва зброї. Перша гарматна майстерня компанії була відкрита в 1884 році. Найвідомішим власником Bofors був Альфред Нобель, який володів компанією з 1894 року до своєї смерті в грудні 1896 року. Нобель відіграв ключову роль у перетворенні колишнього виробника чавуну і сталі на сучасного виробника гармат і хімічних продуктів. Виробник пороху AB Bofors Nobelkrut, пізніше виробник вибухових речовин і загальної органічної хімії, був створений у 1898 році як дочірнє підприємство. 

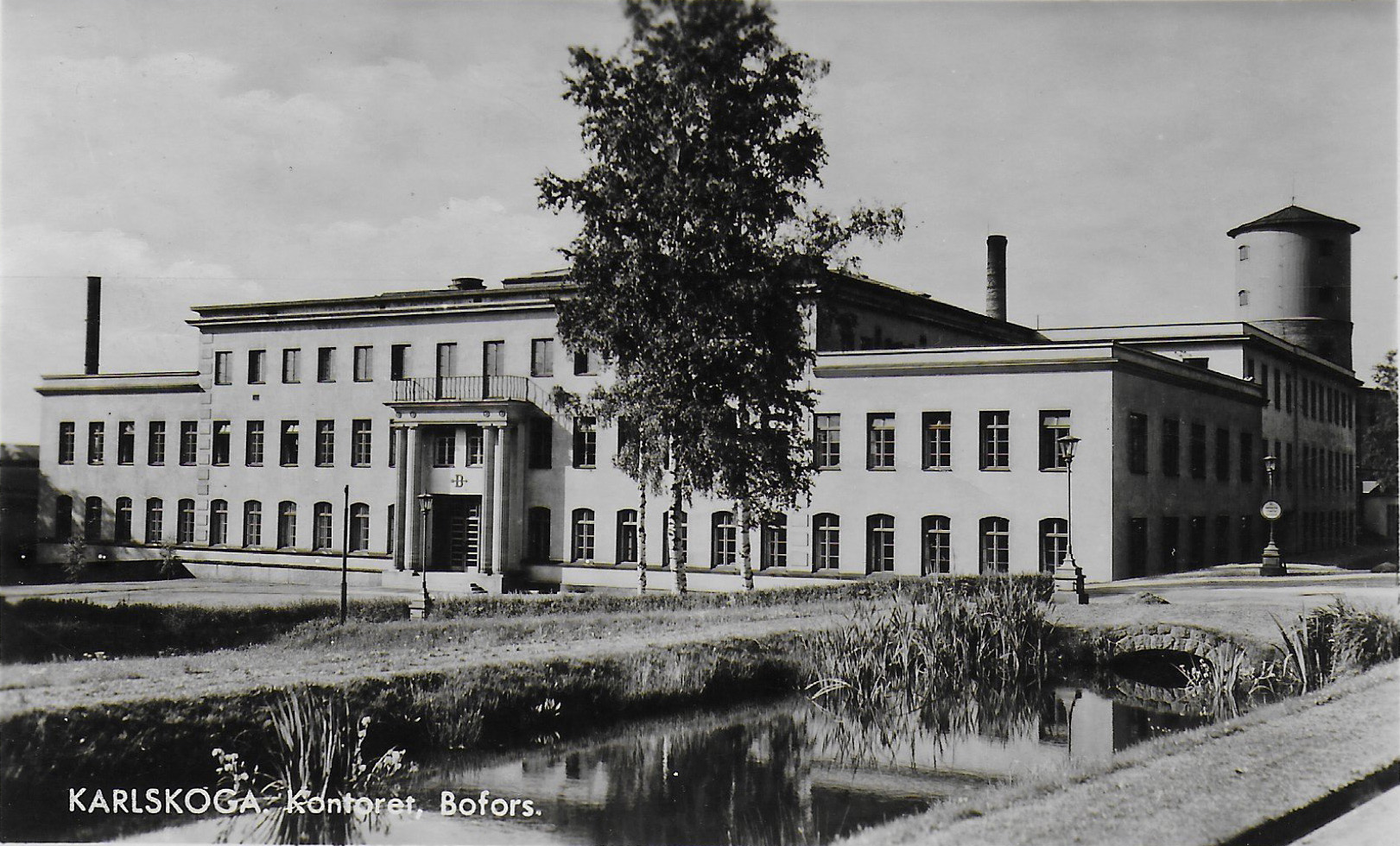
Штаб-квартира Bofors завершена в 1930 році

До 1911 року AB Bofors-Gullspång випередила в конкуренції, викупила і закрила свого шведського конкурента у Фінспонгу у виробництві гармат. Назва компанії була скорочена до AB Bofors у 1919 р.
Коли Версальський договір суворо обмежив Німеччину від розробки нової артилерії та заборонив її експорт, німецькі військові компанії почали виводити свої дослідження та розробки за кордон, а Крупп, якому було заборонено розробляти гармати калібром менше 17 см, вже в 1919 році почав співпрацювати з Бофорсом, щоб таємно займатися розробкою та виробництвом зброї.
У вересні 1919 року Bofors також отримала довоєнні нідерландські та данські контракти Круппа. Згідно з угодою 1921 року, компанія погодилася не експортувати будь-яку продукцію Круппа до країн-переможниць Першої світової війни: Великої Британії, США, Франції, Італії та Японії. Шведський уряд повністю підтримував всю цю діяльність. Крім того, з 1920 року Крупп володів 31,8% акцій Bofors через свою шведську дочірню компанію AB Boforsintressenter, незважаючи на закон 1916 року, який забороняв іноземцям мати понад 20% акцій шведського бізнесу. В результаті такої співпраці компанія Bofors процвітала, і на початку 1930-х років у ній працювало близько 2800 осіб (не враховуючи дочірніх компаній-постачальників).
Після приходу до влади Адольфа Гітлера, переозброєння Німеччини стало публічним і збільшилося в масштабах, тому більше не було потреби у використанні підставних компаній за кордоном, отже німецькі збройові фірми повернули свої дослідження і розробки на батьківщину. Шведський парламент також заборонив іноземну власність на військову промисловість у 1935 році, тому Круппу довелося ліквідувати Boforsintressenter і продати свої акції Bofors шведському підприємцю Акселю Веннер-Грену, який давно мав добрі зв'язки з Круппом.
Місто Карлскуга виросла навколо заводу Bofors, на якому до 1970 року працювало майже 10 000 осіб. Збройова промисловість створила численні робочі місця у 1900-х роках, сприяючи демографічному буму міста.

## Сучасна власність
У 1999 році компанія Saab AB придбала Celsius Group, тодішню материнську компанію Bofors. У вересні 2000 року United Defense Industries (UDI) США придбала Bofors Weapons Systems (підрозділ важкого озброєння), в той час як Saab зберіг за собою виробництво ракет.
Британська компанія BAE Systems придбала UDI та її дочірню компанію Bofors у 2005 році, і «BAE Systems Bofors» тепер є бізнес-одиницею шведського підрозділу BAE Systems AB, тоді як шведський підрозділ Saab Bofors Dynamics є частиною Saab AB.